# Cyrtophleba asiatica
Cyrtophleba asiatica là một loài ruồi trong họ Tachinidae.